# 国鉄230形蒸気機関車

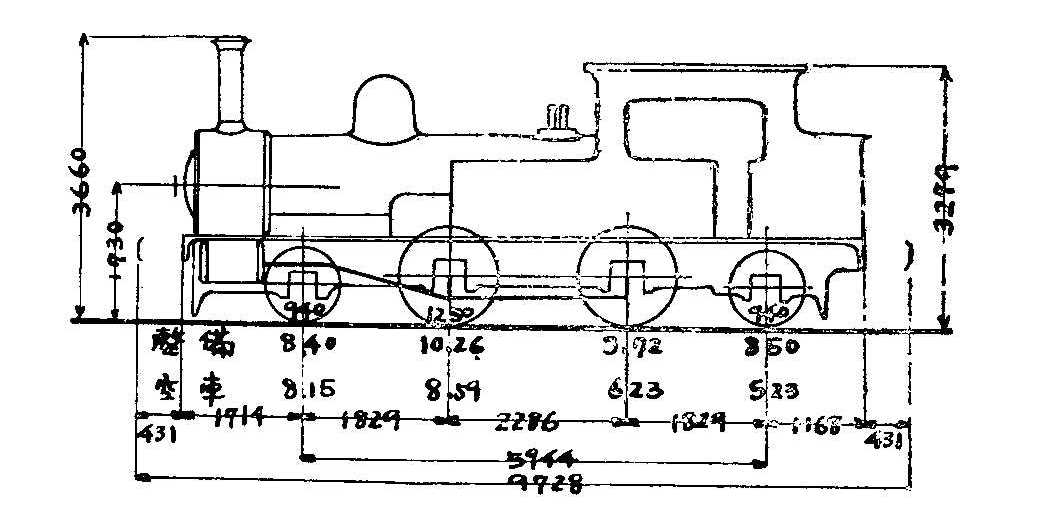
形式図

国鉄230形蒸気機関車（こくてつ230がたじょうききかんしゃ）は、日本国有鉄道（国鉄）の前身である逓信省鉄道作業局（官設鉄道）が発注したタンク式蒸気機関車である。本格的に量産が行われた初の国産蒸気機関車であり、日本で2番目の民間機関車メーカーである汽車製造会社が初めて官設鉄道に納入した機関車である。最も初期の国産機関車であるだけに、全くのオリジナル設計というわけにはいかず、イギリス製のA8形を基にしている。

## 概要
官設鉄道A8形を模倣して国産化された車軸配置2-4-2（1B1）で2シリンダ単式の飽和式タンク機関車であるが、動輪直径がやや小さく（A8の1,321 mmに対して1,245 mm）、総軸距も51 mm短縮（A8の5,944 mmに対し5,893 mm）されるなど、若干の寸法変更が見られるほか、クロスヘッドの滑り棒が、A8形の上下2本に対して本形式では上部の1本のみであるのが相違点である。
1902年（明治35年）から1909年（明治42年）にかけて計41両が製造され、官設鉄道に38両が納入されたほか、北越鉄道に1両、北海道鉄道に2両、高野鉄道に2両が納入された。北越鉄道と北海道鉄道の3両は、1906年（明治39年）に制定された鉄道国有法により官設鉄道に編入され、1909年（明治42年）に制定された鉄道院の車両形式称号規程では230形（230 - 270）と定められた。

### 官設鉄道

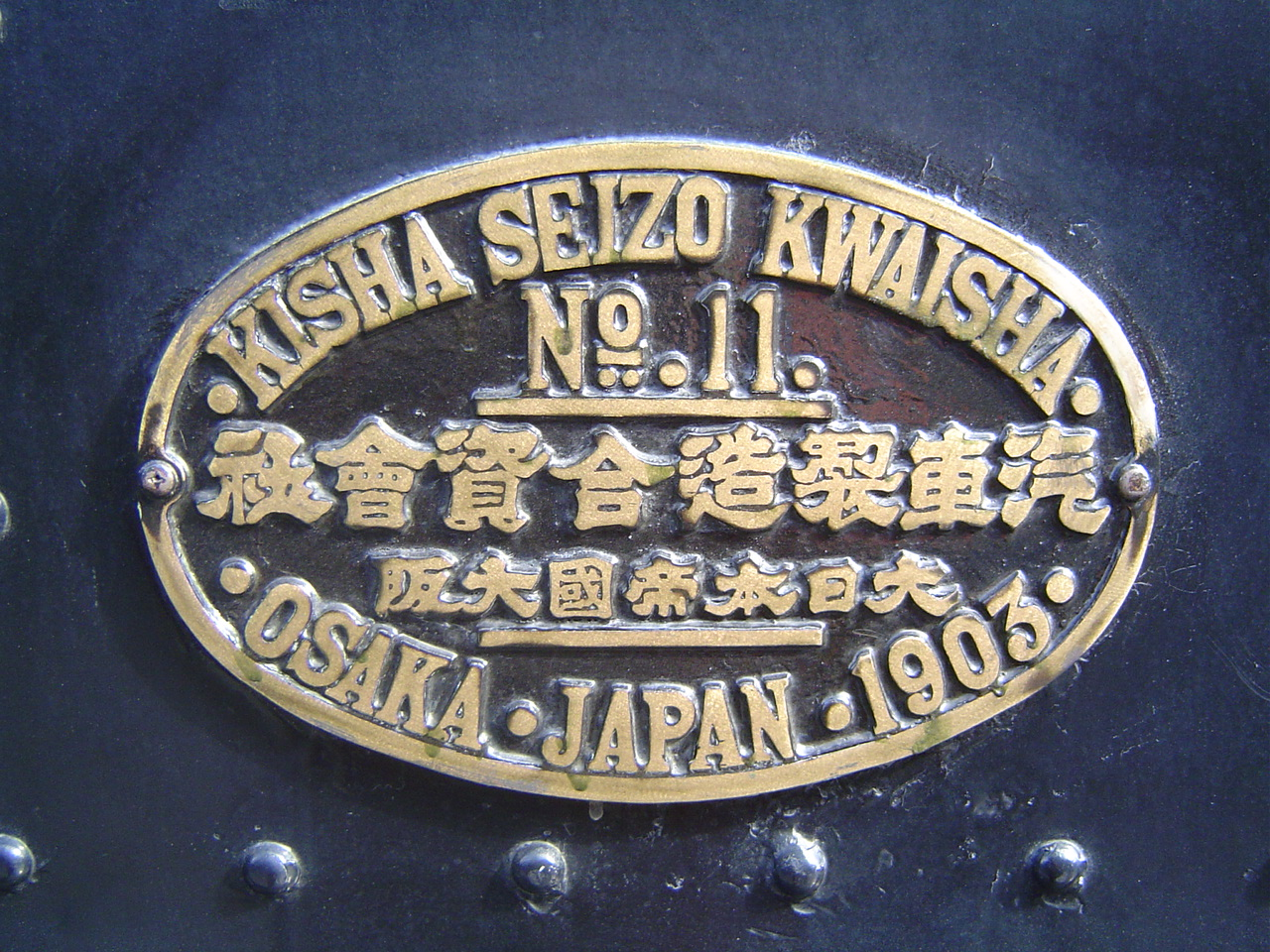
233号の銘板

鉄道作業局ではA10形と称し、38両が納入された。年度ごとの製造及び1909年の改番の状況は、次のとおりである。
- 1903年（6両）
  - 892 - 897（製造番号9 - 11, 15 - 17）→ 230 - 235
- 1904年（4両）
  - 898 - 901（製造番号18, 20 - 22）→ 236 - 239
- 1905年（4両）
  - 902 - 905（製造番号25, 27 - 29）→ 240 - 243
- 1906年（4両）
  - 906 - 909（製造番号30, 35 - 37）→ 244 - 247
- 1907年（8両）
  - 910 - 917（製造番号38 - 41, 44 - 47）→ 248 - 255
- 1908年（5両）
  - 918 - 922（書類上は製造番号48 - 52。実際は48, 49, 51 - 53）→ 256 - 260
- 1909年（7両）
  - 923 - 929（製造番号61 - 67）→ 261 - 267

上記のうち、1903年製の892 - 894については、当初392 - 394が予定されていたが、その落成前の1902年に実施された改番により、新番号で落成（旧番号は欠番）したものと推定されている。また、1909年製の7両については、既に新しい車両形式称号規程が実施されることが決定しており、新番号を付けて落成している。
形態的には、892 - 919（28両）と920 - 929（10両）の2種に分かれる。一見してわかるのは、前期形ではランボード上にあった砂箱が、後期形ではボイラー上に移設されたことで、側水槽からシリンダ上部にかけてのカバーの形状が変わっている。また、ボイラー中心高さが26 mm （1 in）上げられ、1,727 mmから1,753 mmとなっている。

### 北海道鉄道
北海道鉄道へは1902年製の2両が納入されており、製造番号3, 4である。同社ではB1形（3, 4）とされた。これらの総軸距は官設鉄道A8形と同一の5,944 mmで、官設鉄道へ納入されたものと異なっている。これは台湾総督府鉄道へ渡った製造番号1, 2と同仕様である。鉄道史研究家の川上幸義は、製造番号1, 2と同様、製造番号3, 4も台湾総督府鉄道向けに見込み生産したものではないかと推定している。1909年の改番では、269, 270となった。

### 北越鉄道
北越鉄道へは、1905年製の1両（製造番号26）が納入され、同社のG形（18）となった。1909年の形式図では、官設鉄道のものと同じ図にまとめられているが、メーカーに残る図では、1904年製の製造番号5で東武鉄道8となり、後に鉄道省810となった機関車と同形（総軸距5,944 mm）であるとされている。1909年の改番では、268となった。

### 台湾総督府鉄道
前述した1901年製の記念すべき製造番号1, 2も、本系列に属する機関車（参宮鉄道納入のものと同形）である。これらは、1900年7月頃から納入先が未定のまま製造に着手し、その後台湾総督府鉄道に納入されることとなったが、製造番号1は輸送中の海難事故により、同時に発送されたエイボンサイド製のA3形1両とともに喪われ、製造番号2のみが台湾に到着して同部の18形に編入され、30となった。1903年には、代機として製造番号6が製造され、同年開催された内国勧業博覧会に出品の後、台湾に送られた。同機は翌年、31として入籍している。その後、台湾向けには同形機1両（製造番号19・32）が追造されている。太平洋戦争後は、イギリス製の同系機とともにBK10型とされ、BK22 - BK24に改められた。

### 高野鉄道
前述したものの他、国有鉄道との接点を持たなかった同形機としては、高野鉄道の2両（6, 7。『汽車蒸気機関車製造史』によれば、3, 4。製造番号53, 54）がある。これらは、官設鉄道へ納入されたA10形後期形と同形である。両機は、同鉄道の電化によって余剰となり、1916年5月に東上鉄道に譲渡され同車の4, 5となった。1920年4月に東上鉄道が東武鉄道に合併されたのに伴い、同社のC2形（18, 19。いずれも3代）となっている。両機は1937年に廃車され、18は田川の温海炭鉱に、19は1939年11月に胆振鉄道（後の胆振縦貫鉄道）に譲渡され、同社の4となった。同機は戦時買収直前の1944年2月に、三菱重工業水島航空機製作所専用線に譲渡され、1となっている。その後、水島都市開発、水島工業都市開発鉄道を経て倉敷市営鉄道となり、1958年3月まで使用された。晩年には映画「麦笛」「黒帯三国志」「流転の王妃」に映画用に改装されて出演し、1961年12月に解体された。

### その他
上記の他、同系で後に買収によって国有鉄道籍を得た機関車には、225形（225）と810形（810）の2両がある。いずれも総軸距は5,944 mmである。前者は、1903年製（製造番号12?）の中国鉄道5（2代）が、1944年の戦時買収により、国有化されたもの、後者は、1904年製（製造番号5?）の東武鉄道初代C2形（8（2代））であり、1915年に18（2代）に改番された後の1917年に芸備鉄道に譲渡されて同社の形式D（6）となり、1937年（昭和12年）に国有化されたものである。
また、1903年には製造番号7, 8として、動輪径が1,321 mmのものが2両製造され、参宮鉄道に納入された。こちらについては、国鉄400形蒸気機関車#800形を参照されたい。
汽車製造製の"A8"系は、都合51両が製造されたわけである。

## 経歴

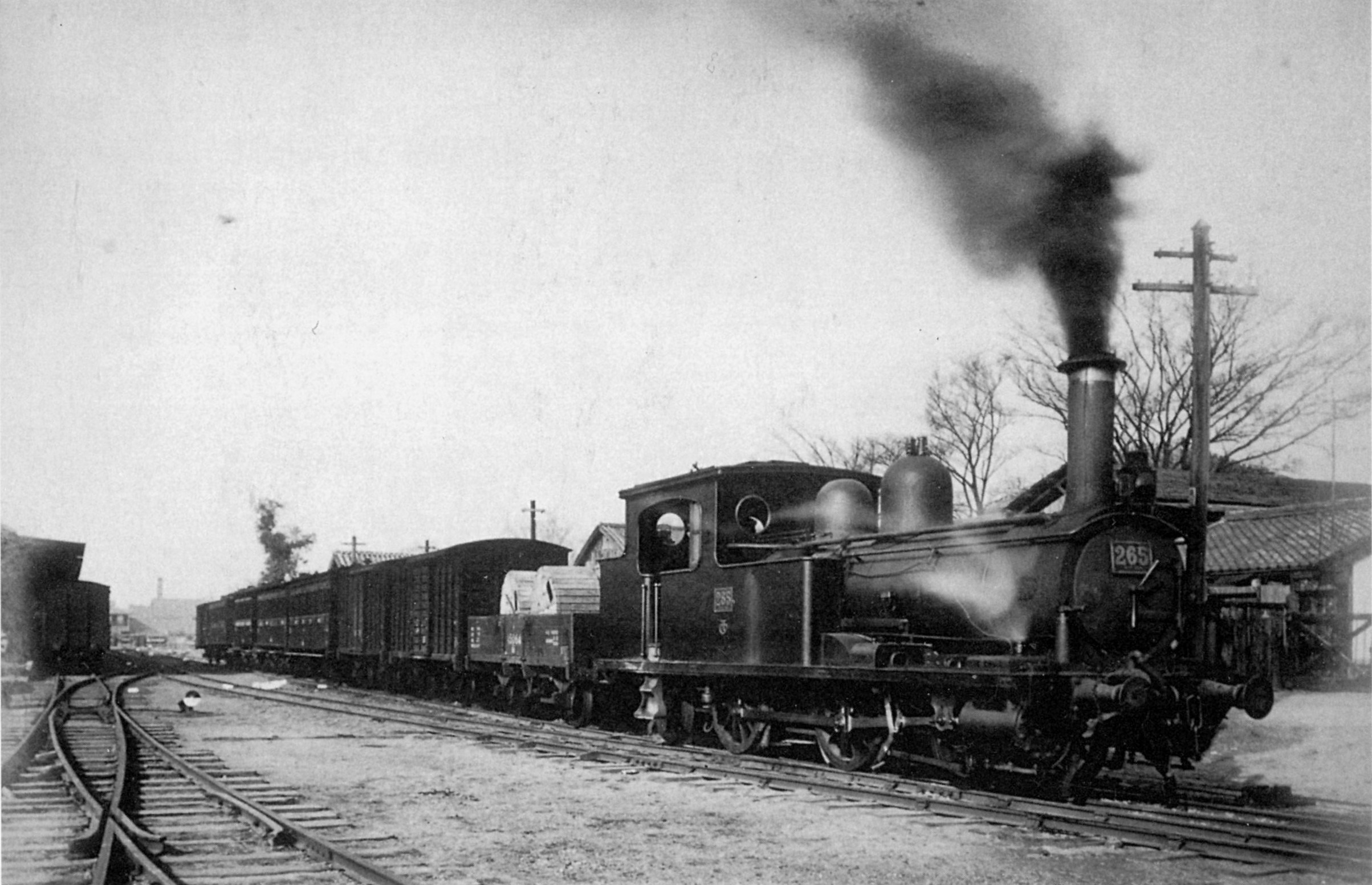
尼ヶ崎駅 (後の尼崎港駅) での265号 (1915年頃)

元鉄道作業局のものは、おもに関西地区や中国、四国地方に配属され、使用線区は山陽本線、山陰本線、北陸本線などであった。一方、元北海道鉄道の2両は、国有化後樺太庁鉄道に貸し渡され、1915年5月31日付けで正式に保管転換された。1937年に川上幸義が実見したところによると、269は片側を切開したカットモデルとして大泊に保管されており、270は南樺鉄道で使用されていた。また、270の製造番号は製造銘板によれば3であり、公式記録と異なっていた。
1923年3月末時点で、230形は39両が在籍しており、神戸鉄道局に30両、門司鉄道局に9両が所属していた。神戸鉄道局管内における配置は、大阪（8両・237, 238, 250, 251, 256, 261, 267, 268）、池田（2両・265, 266）、岡山（2両・249, 257）、王寺（2両・245, 254）、奈良（3両・246, 248, 255）、米子（2両・232, 233）、鳥取（5両・231, 241 - 243, 253）、徳島（4両・230, 234 - 236）で、247と262がそれぞれ岐阜建設事務所と播州鉄道に貸し渡されていた。その後、245, 246, 255が名古屋鉄道局に転属している。門司鉄道局配置の9両は、239, 240, 244, 252, 258 - 260, 263, 264である。
廃車は1930年から始まり、1933年6月末時点で8両が廃車となっていた。大阪鉄道局管内に21両、門司鉄道局管内に5両、建設事務所に5両が配置されている。配置は、吹田（11両・237, 238, 248, 249, 256, 257, 261, 265 - 268・西成線、尼崎港線、有馬線用）、新舞鶴（2両・232, 233・舞鶴線用）、鳥取（2両・243, 253・倉吉線用）、広島（2両・244, 252・宇品線用）、杉安（2両・260, 264・妻線用）、厚狭（1両・240・美祢線用）で、6両（231, 241, 242, 250, 254, 262）は大阪、鷹取、鳥取で休車となっていた。建設事務所の5両は245 - 247, 251, 255で、1926年3月に転用されたものである。
1945年時点では、20両が使用されており、配置は新潟（1両・256）、浜松（2両・233, 249）、美濃太田（1両・252）、加古川（3両・237, 252, 267）、後藤工機部（1両・244）、岡山（5両・238, 243, 253, 256, 266）、広島（1両・260）、鳥栖（1両・268）で、他に5両が建設局配置である。上記のうち、加古川と岡山のものは、加古川線、吉備線で営業用として使用されていた。
戦後は、急速に廃車が進み、1953年時点で稲沢と鳥栖にそれぞれ1両（233, 268）を残すのみとなっていたが、これらも1960年代初めに廃車となっている。

## 譲渡
民間への払下げは1934年から1952年にかけて、次の9両が行なわれている。
- 231（1934年） - 浅野セメント 231
- 240（1934年） - 豊国セメント[2] 240
- 242（1935年） - 小倉鉄道 242 → 鉄道省 242
- 244（1952年） - 出雲鉄道 103
- 249（1950年） - 日本軽金属 249
- 250（1935年） - 浅野セメント 250 → 明治鉱業平山鉱業所
- 256（1948年） - 秋田中央交通 256 → 小坂鉄道（1961年）
- 257（1942年） - 帝国車両 [3]257（三菱重工業三原車両製作所）
- 261（1942年） - 滝川化学 261

上記の他、樺太庁鉄道に保管転換されていた270は、南樺鉄道を経て、1941年に内地の東北振興パルプへ移りB391となったが、1942年6月にB381に改番され、1955年ごろまで使用された。
同形異形式の225形、810形については次のとおりである。
- 225（1949年） - 水島鉄道 5（1956年廃車）
- 810（1940年） - 尼崎製鉄 1（戦中の爆撃により破損後、1949年解体）

## 保存機
230形で最後まで残った2両が静態保存されている。また、台湾の同系機（BK10形）も1両が保存されている。
| 画像 | 番号 | 所在地                                                 | 備考 |
| ---- | ---- | ------------------------------------------------------ | --- |
|      | 233  | 京都府京都市下京区観喜寺町 京都鉄道博物館              | 鉄道記念物（2004年指定。1986年準鉄道記念物指定）、機械遺産（2007年認定12番）、重要文化財（2016年指定。美術工芸品）。 1959年の廃車後、1967年から2014年まで交通科学博物館で展示されていた。 |
|      | 268  | 佐賀県鳥栖市京町 鳥栖駅東側                            | 鳥栖市重要文化財（2005年6月13日指定）。 1970年から2005年までは鳥栖市役所前に展示されていた。                                                                                              |
|      | BK24 | 台湾台南市大学路1号 国立成功大学光復キャンパス経営学科 | 台湾鉄路管理局の同系機（B：動輪2軸／K：タンク機関車の意）。 1954年の廃車後、1958年より成功大学で保存。                                                                                    |